# Acanthopsylla rectangulata
Acanthopsylla rectangulata är en loppart som beskrevs av Holland 1971. Acanthopsylla rectangulata ingår i släktet Acanthopsylla och familjen Pygiopsyllidae. Inga underarter finns listade i Catalogue of Life.